# Istmina
Istmina est une municipalité située dans le département de Chocó, en Colombie.